# Castillo de Dunstaffnage
El castillo de Dunstaffnage (en inglés: Dunstaffnage Castle) es un castillo parcialmente en ruinas, situado en Argyll y Bute, en el oeste de Escocia. A 4,8 km al noroeste de Oban, está ubicado en una plataforma de roca conglomerada en un promontorio al sudoeste de la entrada al lago Etive, bordeado en tres de sus lados por el mar. Su nombre deriva de dos voces: dün, que significa «fortificación» en gaélico, y stafr-nis, que significa «cabo del estado» en nórdico.
El castillo, que data del siglo XIII, es uno de los construidos en piedra más antiguos de Escocia, en un grupo que incluye al castillo de Sween y al castillo de Tioram. Estando en una ubicación estratégica, fue construido por los señores MacDougall de Lorn, y ha sido mantenido desde el siglo XV por el Clan Campbell. Hasta el día de hoy, hay un capitán hereditario de Dunstaffnage, aunque ya no reside en el castillo. Dunstaffnage es gestionado por Historic Scotland y se encuentra abierto al público, aunque la casa del guarda del siglo XVI se conserva como propiedad privada del capitán.

## Historia

### Antes de Dunstaffnage
Antes de la construcción del castillo, Dunstaffnage puede haber sido la ubicación de una fortaleza Dalriada, conocida como Dun Monaidh, durante el siglo VII. John Monipennie registró en 1612 que la Piedra del Destino fue guardada aquí luego de ser traída de Irlanda y movida al palacio de Scone en 843. Sin embargo, Iona y Dunadd son consideradas como más probables debido a sus conocidas conexiones con los reyes Dalriada.

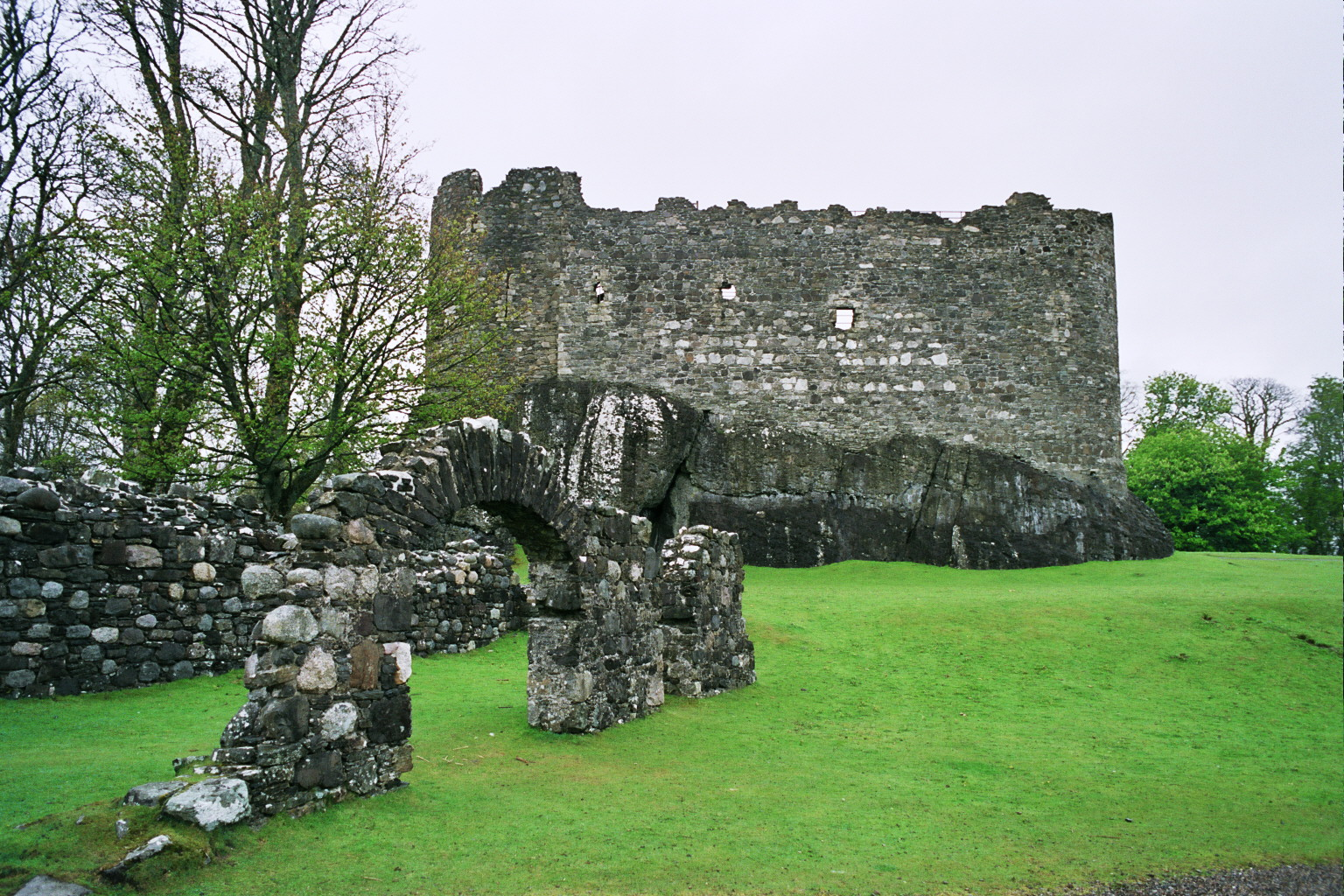
La fachada sur del Castillo de Dunstaffnage.

### Los MacDougall
El castillo en sí mismo fue construido durante el segundo cuarto del siglo XII, como hogar de Duncan MacDougall, señor de Lorn y nieto de Somerled. Duncan fue atacado sin éxito por su hermano noruego, Uspak, quien luego fallecería en un ataque de las fuerzas nórdicas al castillo de Rothesay en los años 1230. También viajó a Roma en 1237, y fue el fundador del cercano Priorato de Ardchattan. El hijo de Duncan, Ewen MacDougall, heredó el título de su padre en los años 1240 y expandió la influencia MacDougall, llamándose a sí mismo «rey de las Islas». Es probable que Ewen haya construido las tres torres que rodean al castillo y el salón interno, también ampliando este último.
Tras el rechazo de Alejandro III a la influencia nórdica en Argyll, los MacDougall apoyaron a la monarquía escocesa, y Alejandro, el hijo de Ewen, fue nombrado como primer sheriff de Argyll en 1293. Sin embargo, ellos apoyaron a Balliol durante las Guerras de independencia de Escocia que finalizaron unos años después. El enemigo de Balliol, Roberto Bruce, defendió al clan MacDougall en la batalla del Paso de Brander en 1308 o 1309, y luego de un breve asedio, tomó el control del castillo de Dunstaffnage.

### Fortaleza real
Ahora propiedad de la Corona, Dunstaffnage fue controlado por una serie de cuidadores. Jacobo I tomó el castillo en 1431, durante la batalla de Inverlochy, cuando sus enemigos estaban escondidos dentro. En 1455 Jacobo Douglas, noveno conde de Douglas se quedó en Dunstaffnage para tratar con Juan MacDonald, señor de las Islas. A esto le siguió el ataque de Jacobo II al poder de Douglas, lo que indujo a la firma del Tratado de Westminster-Ardtornish. Un cuidador posterior rival de Alan MacDougall, Juan Stewart de Lorn, fue apuñalado por sus partidarios de camino hacia su boda en la capilla de Dunstaffnage en 1463, aunque sobrevivió lo suficiente para hacer sus votos. Aunque MacDougall tomó el castillo, fue desalojado por Jacobo III, quien otorgó Dunstaffnage a Colin Campbell, primer conde de Argyll en 1470.

### Clan Campbell
Los condes de Argyll designaron capitanes para supervisar y mantener preparado el castillo de Dunstaffnage. Se hicieron cambios en las estructuras, particularmente en la casa del guarda, que fue reconstruida durante este tiempo. Los Campbell fueron aliados leales de la casa real, y Dunstaffnage fue usado como base de expediciones del gobierno contra, entre otros, los señores de las Islas MacDonald, durante los siglos XV y XVI. Jacobo IV visitó Dunstaffnage en dos ocasiones.
Dunstaffnage vio acción durante la Guerra Civil, participando contra el ejército de Montrose en 1644. El castillo fue incendiado por tropas reales, tras el fracaso del levantamiento del noveno conde de Argyll en 1685, contra el católico Jacobo VII. Durante los levantamientos jacobitas de 1715 y 1745, el castillo estuvo ocupado por tropas del gobierno. Flora MacDonald, quien ayudó al príncipe Carlos a escapar de Escocia, fue encarcelada aquí brevemente mientras estaba de paso hacia su prisión en Londres.

### Deterioro y restauración
Los Campbell construyeron una nueva casa sobre la parte antigua del oeste en 1725. Sin embargo, el resto del castillo ya estaba en ruinas. En 1810 un incendio accidental destruyó el interior del castillo. Esto provocó que los capitanes dejaran de vivir aquí y se trasladaran a la Casa de Dunstaffnage, a unos 2 km al sudeste, hasta que esta también se incendiara en 1940. Un inquilino vivió en la casa de 1725, dentro del castillo, hasta 1888.
El trabajo de restauración fue realizado en 1903 por el duque de Argyll, dueño del castillo. Esto fue continuado en 1912 por un proceso judicial, cuando la Corte de Sesión descartó que Angus Campbell, el vigésimo capitán hereditario, tuviese derecho de residencia a pesar de la propiedad del duque de Argyll sobre el castillo. Los trabajos fueron retrasados por la Primera Guerra Mundial y la planeada restauración total nunca se completó. En 1958 el 21.er capitán y duque acordó ceder el castillo al estado. Desde entonces permanece como propiedad de Historic Scotland. El castillo y la capilla están categorizados como edificios y monumentos clasificados del Reino Unido.

## Descripción

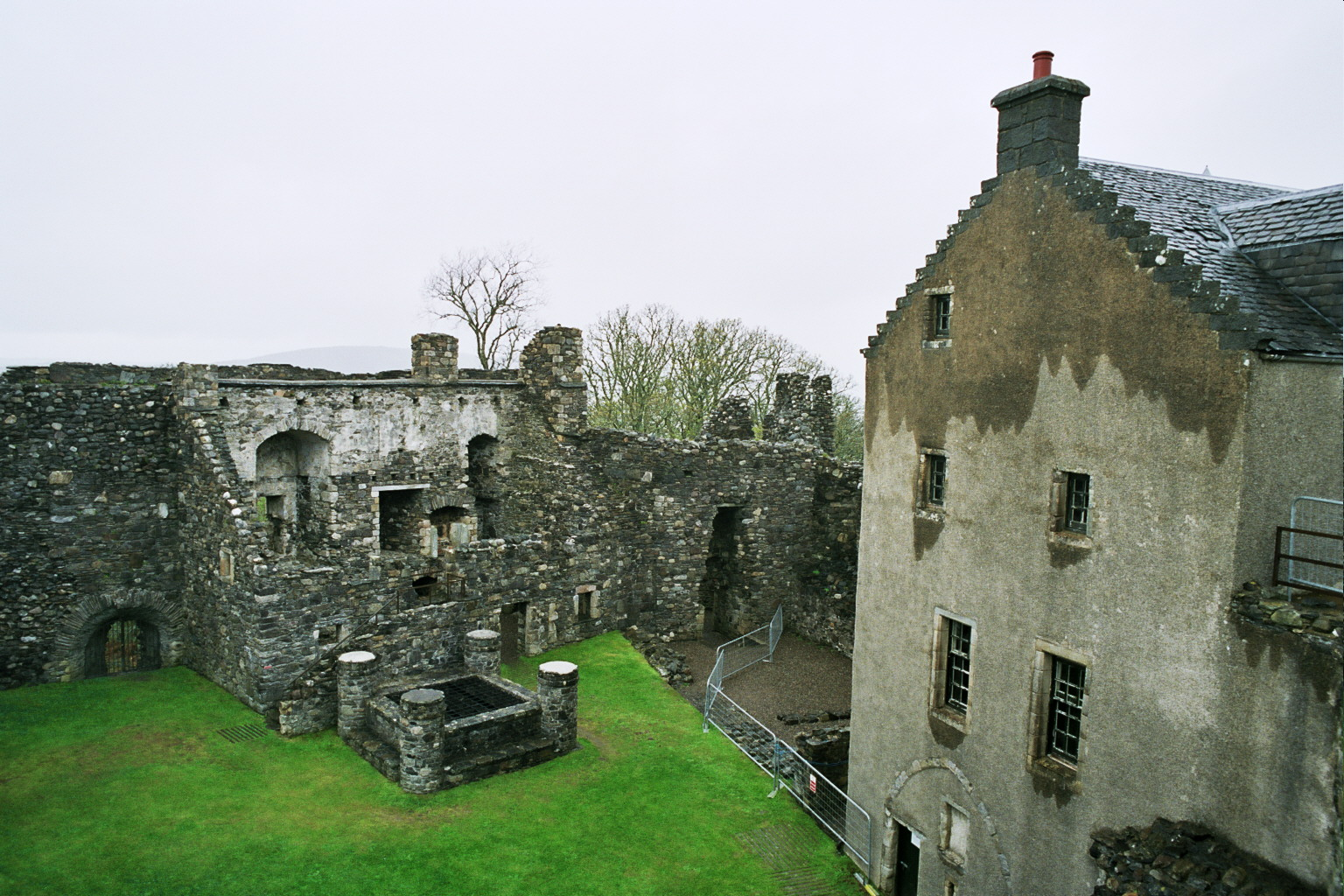
El lado noroccidental de 1725, con la casa del guarda a la derecha, visto desde el parapeto.

### Paredes
Dunstaffnage es una estructura cuadrangular irregular de gran solidez, con torres circulares en tres de sus ángulos. Miden aproximadamente 35 por 30 m, y tienen una circunferencia de cerca de 120 m (400 pies). Las paredes son de escombro, con capas de arenisca, y tienen 18 m (60 pies) de alto, incluyendo la plataforma de cimientos conglomerados. Las paredes tienen más de 3 m (10 pies) de grosor, proporcionando una gran defensa para esta ubicación altamente estratégica, protegiendo la entrada al lago Etive y más allá al Paso de Brander, y actualmente dominando una vista espléndida. El parapeto ha sido parcialmente restaurado con nuevas baldosas de piedra. Un cañón de latón recuperado de restos de vasijas de la Armada Española fue montado una vez en las paredes.

### Torres circulares
Poco después de la construcción de sus paredes, tres torres circulares fueron construidas al norte, este y oeste del castillo. La torre del norte, o del homenaje, la mayor, comprende originalmente tres o cuatro pisos y hospedó probablemente a los apartamentos privados de los señores. Solo se puede ingresar a la torre del oeste a través del parapeto. El sótano contiene una prisión en forma de foso a la cual se accedía a través de esta torre. La torre del este fue reconstruida casi de forma completa a finales del siglo XV como casa del guarda. Probablemente cada torre haya sido sobrepasada alguna vez por un tejado cónico.

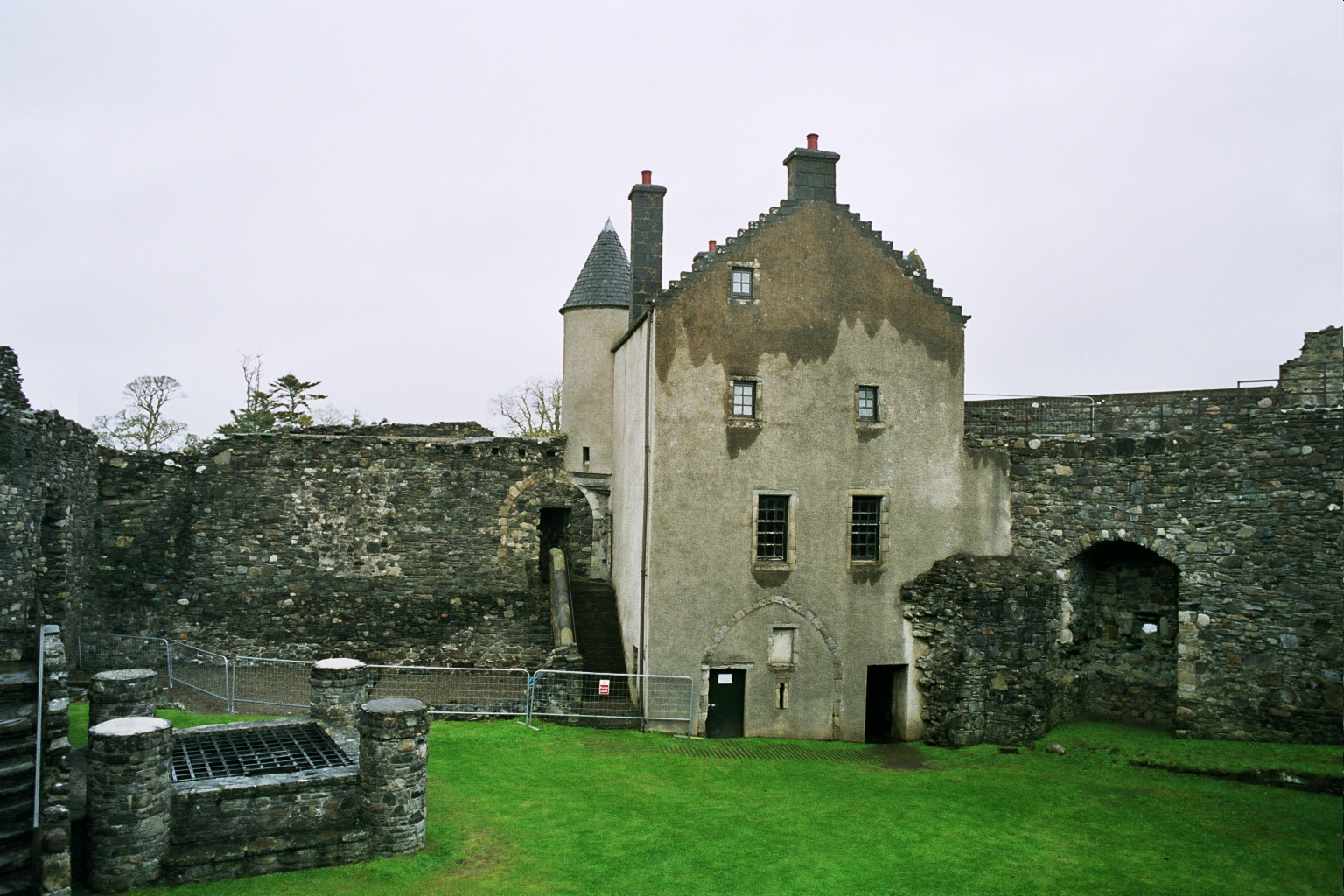
La casa del guarda, con los restos del salón del noreste en su lado izquierdo.

### La casa del guarda
La casa del guarda fue construida por los Campbell a finales del siglo XV, en reemplazo de una antigua torre circular en la esquina oriental. Su entrada da a un pasillo en cuya primera mitad hay un sótano, y en la otra están las habitaciones del guarda. El primer acceso a la entrada es por una escalera de piedra que reemplaza a un puente levadizo. La torre fue remodelada en el siglo XVIII para proveer habitaciones de recepción y un dormitorio privado. Las ventanas abuhardilladas en la parte más alta están tapadas por los cimientos de la casa de 1725 (véase abajo), y llevan la fecha, las armas de Campbell y las iniciales AEC y DLC, por Aeneas Campbell, undécimo capitán, y su esposa Dame Lilias. Los cimientos fueron movidos durante los trabajos de restauración de 1903.

### Lados internos
El lado oriental estaba ubicado entre las torres del norte y del este. Este fue el lado principal de las construcciones, y contenía un gran salón con bodegas. El salón tenía dobles ventanas de arco ojival, decoradas con diseños tallados, que luego fueron obstruidas; sus contornos pueden ser observados en la muralla circundante del este.
Un segundo lado se mantenía a lo largo de la pared noroccidental, y pudo haber estado conectado al salón por la torre del homenaje. En 1725 el lado fue remodelado en una casa de dos pisos, a la cual se ingresaba por una escalera de piedra, y en cuya parte más alta había ventanas abuhardilladas que ahora forman parte de la casa del guarda. El pozo del frente procede de la primera construcción, aunque la piedra grande data del siglo XIX.

## Capilla de Dunstaffnage

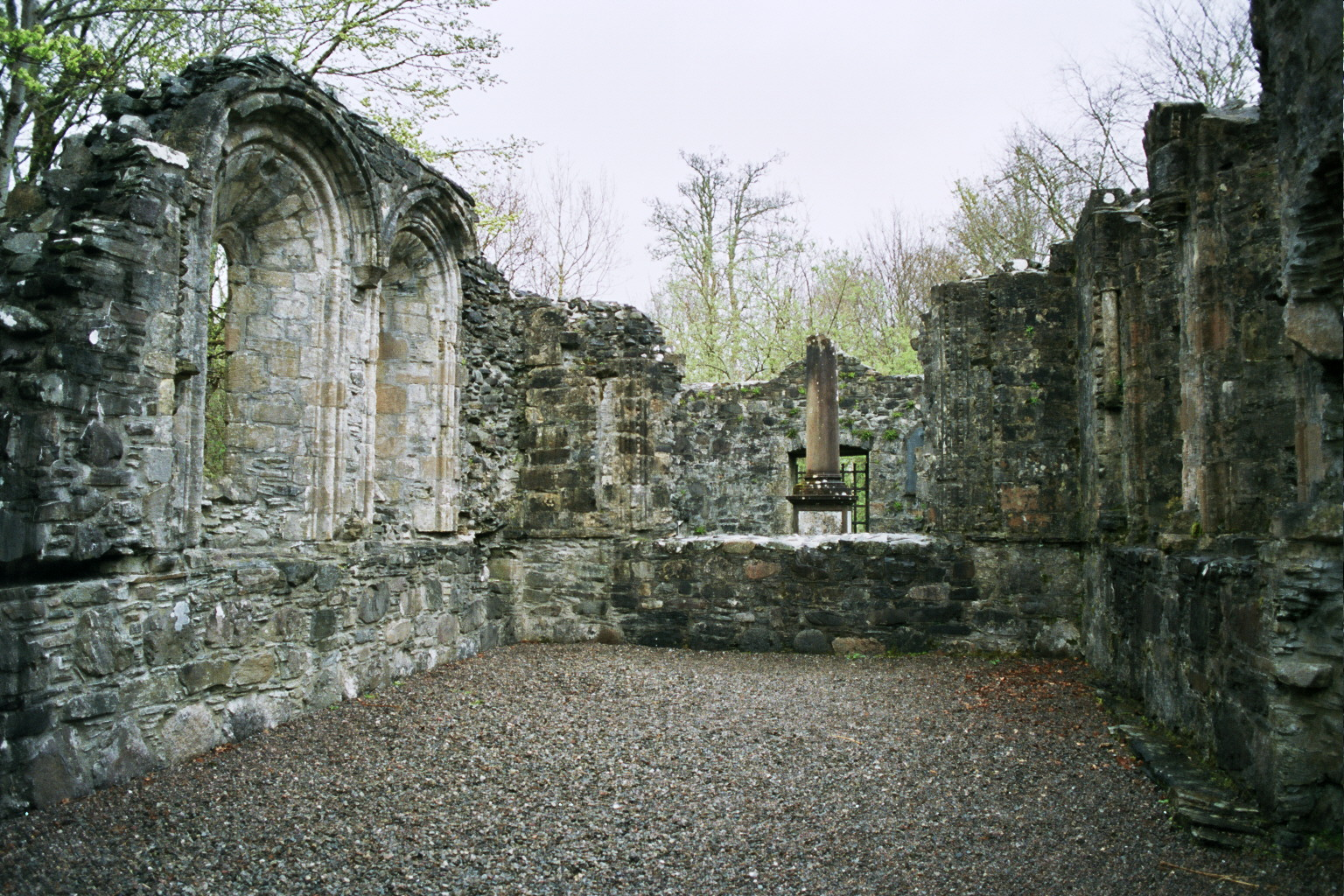
Final del lado oriental de la Capilla Dunstaffnage, mostrando las ventanas ojivales y más allá el mausoleo de los Campbell.

Una capilla del siglo XIII yace en ruinas a cerca de 150 m al sudoeste del castillo. También fue construida por Duncan MacDougall de Lorn como una capilla privada y contiene mampostería detallada de gran calidad. Tiene 20 m de largo por 6 m de ancho, y tenía antiguamente un tejado de madera. Las ventanas ojivales tienen esculturas de dientes de perro y arcos bien abiertos internamente. La capilla ya estaba en ruinas en 1740, cuando un mausoleo fue construido al final de su lado oriental con el fin de ser utilizado como lugar de último descanso para los capitanes de Dunstaffnage y sus familias.

## Capitán de Dunstaffnage
Tradicionalmente, un oficial llamado capitán hereditario de Dunstaffnage es el responsable del castillo y su defensa. El oficio todavía existe y para retener el título, ahora más bien una sinecura sin significado militar, el titular debe pasar tres noches por año en el castillo. Actualmente, ninguna otra responsabilidad o privilegio se adhieren al puesto.
Se comenta que un fantasma, conocido como «Ell-maid de Dunstaffnage», aparece en el castillo. Siendo un tipo de gruagach, se dice que las apariciones del fantasma están asociadas con eventos en las vidas de los herederos.